# Teuchl
Die Teuchl ist eine Streusiedlung in einem rechten Seitental des unteren Mölltals in Oberkärnten, und Ortschaft und Katastralgemeinde der Gemeinde Reißeck im Bezirk Spittal an der Drau, Kärnten. Sie wird ortsüblich als eigener Gemeindeteil gesehen.

## Geographie
Die Teuchl, das Tal des Teuchlbachs, liegt etwa 25 Kilometer nordwestlich von Spittal an der Drau und dem Millstätter See.
Das rechte Nebental der Möll ist bei Napplach/Penk erreichbar und erstreckt sich in die Kreuzeckgruppe der Hohen Tauern westwärts.
Der kleine Ort Teuchl liegt auf um 1260 m ü. A. im vorderen linken, sonnseitigen Talbereich, am Fuß des Teuchlspitz (2320 m ü. A.).
Zum Ortschafts- und Katastralgebiet gehört auch die restlichen Einzellagen des Tals. Die Ortschaft umfasst knapp 70 Gebäude mit 76 Einwohnern, die Katastralgemeinde etwa 57 km². Das erstreckt sich bis an die Teuchlspitz im Norden, Polinigspitze (2784 m ü. A., höchster Berg der Gemarkung), Striedenkopf (2749 m ü. A.), Kreuzeck (2701 m ü. A.), und den ganzen östlichen Kreuzeck-Hauptgrat bis zum Salzkofel (2498 m ü. A.) im Süden.
Nachbarortschaften und -katastralgemeinden
| Obervellach (Gem.)            |                                             | KG Penk Napplach                  |
| Gössnitz (Gem. Stall)         | Kompassrose, die auf Nachbargemeinden zeigt | KG Kolbnitz                       |
| Kerschbaum (Gem. Greifenburg) | Rottenstein (Gem. Steinfeld)                | Obergottesfeld (Gem. Sachsenburg) |

## Geschichte und Sehenswürdigkeiten
Die erste schriftliche Erwähnung datiert von 1300 als Teychel. Die Bezeichnung Teuchel, richtiger Teichel, in der Kärntner Mundart meist als Deichl gesprochen, leitet sich vom schriftslowenischen Tihlja in der Bedeutung Gegend des Tihla (oder Tajhl; d. h. des Stillen) ab.
Die ersten Bergbauern waren zugleich Bergknappen, die in den Gold-, Silber- und Eisenbergwerken im Umland arbeiteten.
Einst gab es 65 Bauernhöfe und Keuschen. Wie auch sonst in Bergbaugebieten diente die Landwirtschaft als Zubrot zum Bergbau und als Winterquartier. Im Raitbuch des Berggerichts Obervellach wird 1480 vom Silberbergbau in der Teuchl berichtet. Die ältesten Stollen auf etwa 2000 Meter Seehöhe hießen St. Bartlmä, Mitterstollen, St. Achatz in Seebach oder St. Marz in Seebach. Noch immer finden sich in der Teuchl Bergbauruinen aus dieser Zeit. Im Raitbuch von 1531 ist vermerkt, dass in den Stollen auf Grund der Schneelagen ab September nicht mehr abgebaut werden konnte. In einem kleineren, wasserbetriebenen Pochwerk nahe der Waldgrenze wurde das Erz zerkleinert und in einer Schmelze für den Transport grob zu Eisenschwamm aufbereitet. Der Abtransport zum großen Hammerwerk in Napplach erfolgte im Winter mit Schlitten durch den engen Talgrund, wobei das Erz in Hautsäcken verpackt war. Dafür wurden in der Schlucht sogar Behelfsbrücken gebaut, die zur Schneeschmelze wieder abgetragen wurden.
Die billigen Metalle aus der Neuen Welt machten einen derart aufwändigen Bergbau schließlich unrentabel. Die zu Bauern gewordenen Bergknappen verschuldeten zunehmend, da sich das qualitativ hochwertige Holz nicht ohne ausgeklügelte Logistik abtransportieren ließ. Zur Zeit Maria Theresias mussten die Teuchler aufgrund von Steuerschulden den Wald zum größten Teil an den Staat abgeben, der sie der Domänenverwaltung von Stift Millstatt (heute Österreichische Bundesforste) unterstellte.
In der Teuchl befindet sich eine katholische Kirche innerhalb des Friedhofs. Die Pfarrkirche zur Heiligen Dreifaltigkeit wurde 1685 erbaut, 1758 geweiht und 1961 restauriert. Der kleine einschiffige Bau mit polygonalem Chor und Zwiebelhelm wurde Mitte des 18. Jahrhunderts eingerichtet.

Ab 1857 gab es in der Teuchl ein eigenes Schulhaus. Um 1900 wurden 70 bis 80 Schüler unterrichtet.
Das Tal wurde erst knapp vor dem Ersten Weltkrieg an das Straßennetz angeschlossen. Die Straße mit vier Tunnels durch die Schlucht des Teuchlbaches wurde gebaut, um das Holz aus dem Tal transportieren zu können.
Teuchl war bis 1973 Teil der Gemeinde Penk, dann wurde im Zuge einer Gemeindezusammenführung in Kärnten (Gemeindereform 1973) aus Penk, Kolbnitz und Mühldorf die Gemeinde Reißeck gegründet, welche Mühldorf 1992 wieder verließ. Heute stellt die Teuchl einen der drei ortsüblichen Gemeindeteile von Reißeck dar – die Gemeinde nennt sich Naturerlebnisregion Kolbnitz–Penk–Teuchl
Denkmalschutzobjekte:

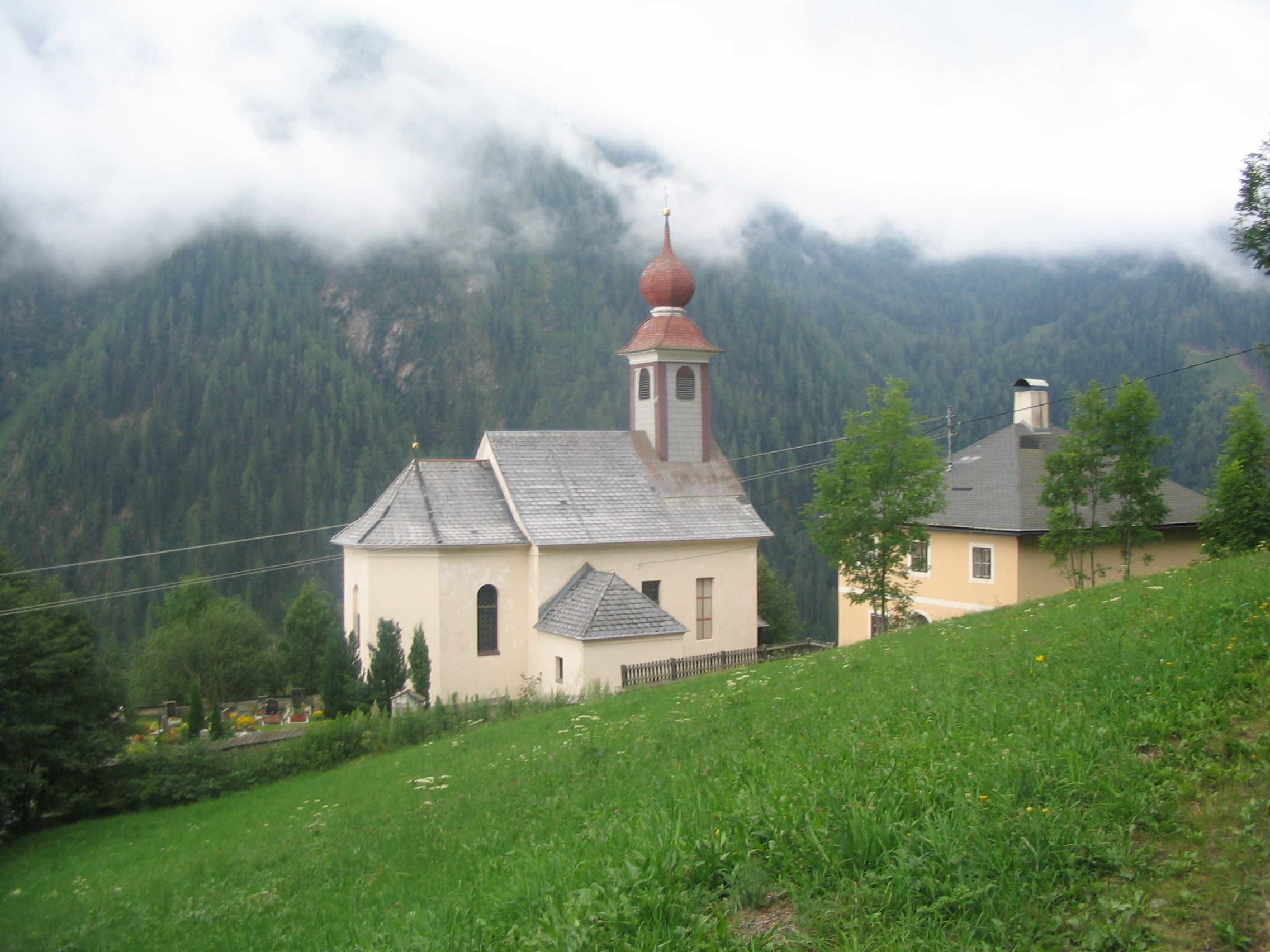
Die Kirche heiligen Dreifaltigkeit und altes Friedhofsareal (Listeneintrag)
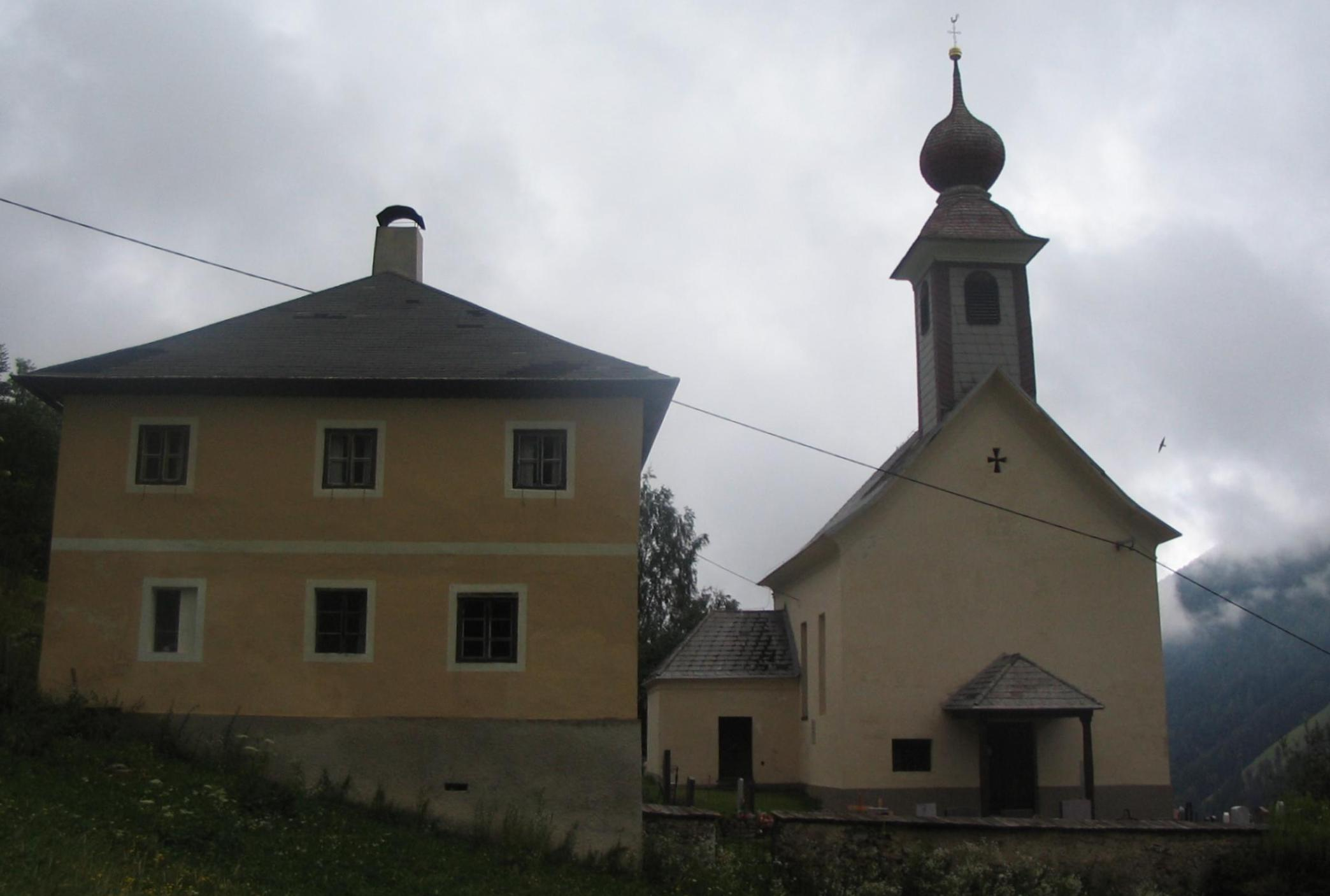
Kirche von vorne, links der Pfarrhof (Listeneintrag)